# Andrej Zejts
Andrej Sergejevitsj Zejts (Russisch: Андрей Сергеевич Зейц) (Pavlodar, 14 december 1986) is een Kazachs voormalig wielrenner. Hij nam 21 keer deel aan een Grote Ronde en haalde telkens de finish.

## Carrière

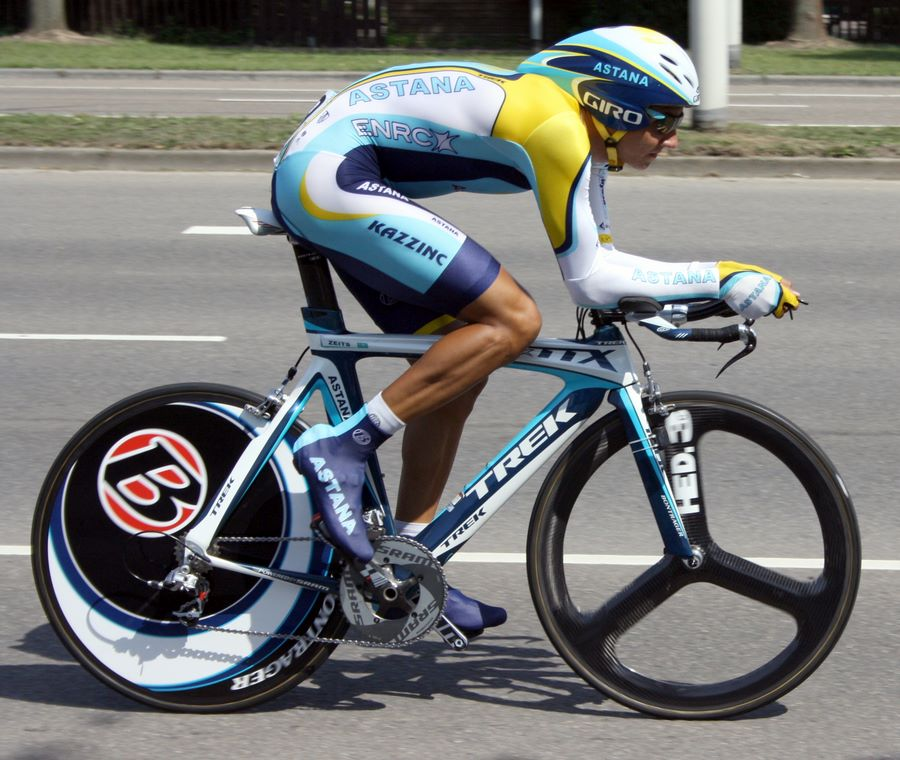
Zejts tijdens de tijdrit in de Eneco Tour van 2009

In de wegwedstrijd op de Olympische Spelen in Rio de Janeiro werd Zejts achtste, op 25 seconden van winnaar Greg Van Avermaet. Vier dagen later eindigde hij op plek 24 in de tijdrit.
In 2020 maakte Zejts de overstap van Astana naar Mitchelton-Scott. Voor het seizoen door de coronapandemie tot een halt kwam, reed hij één koers: in de Ruta del Sol eindigde hij op de elfde plaats in het algemeen klassement. Na de hervatting van het seizoen reed Zejts geen wedstrijdkilometers, waardoor zijn eerste seizoen in Australische dienst beperkt bleef tot één koers in februari. In zijn tweede seizoen voor de ploeg, inmiddels omgedoopt tot Team BikeExchange, reed de Kazach onder meer de Tirreno-Adriatico en het Critérium du Dauphiné. In de veertiende etappe van de Ronde van Spanje, een bergrit met aankomst op de Pico Villuercas, maakte Zejts deel uit van de vroege vlucht die mocht strijden om de overwinning. De Fransman Romain Bardet won, meer dan een minuut later werd Zejts zevende.
Na twee jaar voor de ploeg van Brent Copeland te hebben gereden, keerde Zejts in 2022 terug op het oude nest bij Astana Qazaqstan. In maart van dat jaar werd hij zesde in de wegwedstrijd op het Aziatische kampioenschap, gewonnen door zijn 22-jarige landgenoot Igor Tsjzjan. Later dat jaar werd hij onder meer achtste in de Mont Ventoux Dénivelé Challenge en tiende in het eindklassement van de Ronde van Langkawi. In oktober 2023 won Zejts een etappe en het eindklassement in de Ronde van Kyushu, zijn laatste koers als prof.

## Palmares

### Overwinningen
2006
4e etappe Ronde van de Aostavallei
2013
1e etappe Ronde van Spanje (ploegentijdrit)
2014
Sprintklassement Ruta del Sol
2015
8e etappe Ronde van Hainan
2017
 Aziatisch kampioen ploegentijdrijden, Elite
2023
2e etappe Ronde van Kyushu
Eindklassement Ronde van Kyushu

### Resultaten in voornaamste wedstrijden
| Jaar | Ronde van Italië | Ronde van Frankrijk | Ronde van Spanje |
| ---- | ---------------- | ------------------- | ---------------- |
| 2009 | 35e              |                     |                  |
| 2010 |                  |                     | 103e             |
| 2011 |                  | 44e                 |                  |
| 2012 | 85e              |                     | 52e              |
| 2013 | 106e             |                     | 81e              |
| 2014 | 102e             |                     | 50e              |
| 2015 | 59e              |                     | 68e              |
| 2016 | 33e              |                     | 31e              |
| 2017 | 63e              | 44e                 |                  |
| 2018 | 67e              |                     | 52e              |
| 2019 | 26e              |                     |                  |
| 2020 |                  |                     |                  |
| 2021 |                  |                     | 44e              |
| 2022 |                  | 39e                 |                  |
| 2023 |                  |                     | 46e              |

| Jaar | Amstel Gold Race | Luik-Bast.‑Luik | Ronde van Lombardije | Waalse Pijl | Clásica San Sebastián |  | WK op de weg |  | Wereldranglijsten |
| ---- | ---------------- | --------------- | -------------------- | ----------- | --------------------- |  | ------------ |  | ----------------- |
| 2009 |                  |                 |                      |             |                       |  |              |  |                   |
| 2010 |                  |                 |                      |             |                       |  |              |  |                   |
| 2011 |                  |                 |                      |             |                       |  |              |  |                   |
| 2012 |                  |                 |                      |             | 81e                   |  |              |  |                   |
| 2013 |                  |                 |                      |             |                       |  | opgave       |  |                   |
| 2014 |                  |                 |                      |             |                       |  | 88e          |  |                   |
| 2015 |                  |                 |                      |             |                       |  |              |  |                   |
| 2016 |                  |                 |                      | 32e         | 60e                   |  |              |  |                   |
| 2017 |                  |                 | 58e                  |             |                       |  |              |  | 194e (UWT)        |
| 2018 |                  |                 | opgave               |             |                       |  | 22e          |  |                   |
| 2019 |                  |                 |                      |             |                       |  |              |  |                   |
| 2020 |                  |                 |                      |             |                       |  |              |  |                   |
| 2021 |                  |                 | 48e                  |             | 25e                   |  |              |  |                   |
| 2022 |                  | 67e             |                      | 31e         |                       |  |              |  |                   |
| 2023 | opgave           |                 |                      |             |                       |  |              |  |                   |

### Resultaten in kleinere rondes
| Jaar | Parijs-Nice | Tirreno-Adriatico | Ronde van Catalonië | Ronde van het Baskenland | Ronde van Romandië | Critérium du Dauphiné | Ronde van Zwitserland | Ronde van Polen | Eneco Tour |
| ---- | ----------- | ----------------- | ------------------- | ------------------------ | ------------------ | --------------------- | --------------------- | --------------- | ---------- |
| 2008 |             |                   |                     |                          |                    |                       |                       | 28e             |            |
| 2009 |             | 80e               |                     |                          |                    |                       |                       | 79e             | 71e        |
| 2010 |             | 54e               | 90e                 | 58e                      | opgave             | 53e                   |                       | 68e             |            |
| 2011 |             |                   |                     |                          |                    | 15e                   |                       |                 |            |
| 2012 |             |                   |                     |                          |                    |                       |                       |                 |            |
| 2013 | opgave      |                   |                     |                          | 72e                |                       |                       |                 |            |
| 2014 |             |                   | 50e                 |                          |                    | 74e                   |                       | 77e             |            |
| 2015 |             |                   |                     |                          | 66e                |                       |                       | 29e             |            |
| 2016 |             |                   | 40e                 | 52e                      | opgave             |                       |                       | 8e              |            |
| 2017 |             | 42e               |                     |                          |                    |                       |                       |                 |            |
| 2018 |             |                   | 23e                 |                          |                    |                       |                       | 47e             |            |
| 2019 |             |                   | 22e                 |                          |                    |                       | opgave                |                 |            |
| 2020 |             |                   |                     |                          |                    |                       |                       |                 |            |
| 2021 |             | 76e               |                     |                          |                    | opgave                |                       |                 |            |
| 2022 |             |                   |                     | buiten tijd              | 60e                | 25e                   |                       |                 |            |
| 2023 |             |                   |                     | 51e                      |                    | opgave                |                       |                 |            |

## Ploegen
- 2008 –  Astana
- 2009 –  Astana
- 2010 –  Astana
- 2011 –  Pro Team Astana
- 2012 –  Astana Pro Team
- 2013 –  Astana Pro Team
- 2014 –  Astana Pro Team
- 2015 –  Astana Pro Team
- 2016 –  Astana Pro Team
- 2017 –  Astana Pro Team
- 2018 –  Astana Pro Team
- 2019 –  Astana Pro Team
- 2020 –  Mitchelton-Scott
- 2021 –  Team BikeExchange
- 2022 –  Astana Qazaqstan
- 2023 –  Astana Qazaqstan

Bazajev ·
Brajkovič ·
Colom ·
Contador ·
de Kort ·
Frei ·
Goesev (tot 31/07) ·
Haselbacher ·
Horner ·
Iglinski ·
Ivanov ·
Jakovlev ·
Joachim · 
Kemps · 
Kirejev ·
Klöden ·  
Köpeşov ·
Leipheimer ·
Mazet · 
Mizoerov ·  
Morabito ·
Moeravjov · 
Navarro ·
Noval ·
Paulinho ·
Rast ·
Rubiera ·  
Schär · 
Vaitkus ·
Zejts
Armstrong ·
Bazajev ·
Brajkovič ·
Contador ·
Dmitriev ·
Dyaçenko ·
Hernández ·
Horner ·
Iglinski · 
Kirejev ·
Klöden ·  
Köpeşov ·
Leipheimer ·  
Morabito ·
Moeravjov · 
Navarro ·
Noval ·
Paulinho ·
Popovytsj ·
Raimbekov ·
Rast ·
Renev ·
Rubiera ·  
Schär · 
Vaitkus ·
Vinokoerov ·
Yoandri ·
Zejts ·
Zubeldia
Bazajev ·
Contador ·
A. Davis ·
S. Davis ·
de la Fuente ·
Dmitriev ·
Dyaçenko ·
Fofonov ·
Gasparotto ·
Goerov ·
Hernández ·
Hryvko ·
M. Iglinski · 
V. Iglinski ·
Jufré ·
Kirejev ·
Navarro ·
Nepomnyaşşïy ·
Noval ·
Pereiro ·
Raimbekov ·
Renev ·
Selvaggi ·
Štangelj ·  
Tiralongo · 
Vinokoerov ·
Zejts
Bazajev ·
Clarke ·
Davis ·
Di Grégorio ·
Dyaçenko ·
Fofonov ·
Gasparotto ·
Hryvko ·
M. Iglinski · 
V. Iglinski ·
Jufré ·
Kangert ·
Kasjetsjkin ·
Kessiakoff ·
Kirejev (tot 15/08) ·
Kišerlovski ·
Kreuziger ·
Lorenzetto ·
Masciarelli ·
Mizoerov ·
Nepomnyaşşïy ·
Petrov ·
Renev ·
Štangelj ·  
Tiralongo · 
Vaitkus ·
Vinokoerov ·
Zejts ·
Groezdev (stagiair) ·
Joemabekov (stagiair) ·
Sjoetsjemojin (stagiair) ·
Tlewbajev (stagiair)
Aru ·
Bazajev ·
Božič ·
Brajkovič ·
Dyaçenko ·
Fofonov ·
Gasparotto ·
Gavazzi ·
Groezdev ·
Guarnieri ·
Hryvko ·
M. Iglinski · 
V. Iglinski ·
Kangert ·
Kasjetsjkin ·
Kessiakoff ·
Kišerlovski ·
Kreuziger ·
Masciarelli (tot 31/05) ·
Moeravjov ·
Nepomnyaşşïy ·
Petrov ·
Ponzi ·
Renev ·
Seeldraeyers · 
Silin · 
Tiralongo · 
Vinokoerov  ·
Zejts
Agnoli ·
Aru ·
Bazajev ·
Božič ·
Brajkovič ·
Dyaçenko ·
Fuglsang ·
Gasparotto ·
Gavazzi ·
Groezdev ·
Guardini ·
Guarnieri ·
Hryvko ·
Huffman ·
Iglinski · 
Kamışev ·
Kangert ·
Kasjetsjkin ·
Kessiakoff ·
Loetsenko ·
Moeravjov ·
Nibali ·
Ponzi ·
Seeldraeyers · 
Silin · 
Tiralongo · 
Tlewbajev ·
Vanotti ·
Zejts
Agnoli · Aru · Božič · Brajkovič · Dyaçenko · Fominykh · Fuglsang · Gasparotto · Gavazzi · Groezdev · Guardini · Guarnieri · Hryvko · Huffman · V.Iglinski · M.Iglinski · Kamışev · Kangert · Kessiakoff · Landa · Loetsenko · Moeravjov · Nibali · Scarponi · Tiralongo · Tlewbajev · Vanotti · Westra · Zejts · Ayazbajev (stagiair) · Davïdenok (stagiair) · Qojatajev (stagiair)
Agnoli · Aru · Ayazbajev · Boom · Božič · Cataldo · De Vreese · Dyaçenko · Fominykh · Fuglsang · Groezdev · Guardini · Hryvko · Kamışev · Kangert · Landa · Loetsenko · López · Malacarne · Nibali · Qojatajev · Rosa · Sánchez · Scarponi · Taaramäe · Tiralongo · Tlewbajev · Vanotti · Westra · Zejts
Agnoli · Aru · Ayazbajev · Boom · Capecchi · Cataldo · De Vreese · Fominykh · Fuglsang · Groezdev · Guardini · Hryvko · Kamışev · Kangert · Loetsenko · López · Malacarne · Nibali · Ömirzaqov · Qojatajev · Rosa · Sánchez · Scarponi · Smukulis · Tiralongo · Tlewbajev · Vanotti · Westra · Zacharov · Zejts · Bïjigitov (stagiair) · Koelimbetov (stagiair)
Aru · Bilbao · Bïjigitov · Breschel · Cataldo · De Vreese · Fominykh · Fuglsang · Gatto · Groezdev · Hansen · Hryvko · Kamışev · Kangert · Korsæth · Loetsenko · López · Minali · Moser · Qojatajev · Sánchez · Scarponi · Stalnov · Tiralongo · Tlewbajev · Tsjernetski · Valgren · Zacharov · Zejts · Gïdïç (stagiair) · Lauk (stagiair)
Bilbao · Bïjigitov · Cataldo · Cort · De Vreese · Fominykh · Fraile · Fuglsang · Gatto · Gïdïç · Groezdev · Hansen · Hirt · Houle · Hryvko · Kangert · Korsæth · Loetsenko · López · Minali · Moser · Qojatajev · Sánchez · Stalnov · Tlewbajev · Tsjernetski · Valgren · Villella · Zacharov · Zejts
Ballerini · Bilbao · Bïjigitov · Boaro · Bohórquez · Cataldo · Contreras · Cort · De Vreese · Fominykh · Fraile · Fuglsang · Gïdïç · Gregaard · Groezdev · Hirt · Houle · G. Izagirre · J. Izagirre · Kudus · Loetsenko · López · Natarov · Sánchez · Stalnov · Villella · Zacharov · Zejts
Affini · Albasini · Bauer · Bewley · Bookwalter · Chaves · Durbridge · Edmondson · Grmay · Groves · Haig · Hamilton · Hepburn · Howson · Impey · Juul-Jensen · Konysjev · Meyer · Mezgec · Nieve · Peák · Schultz · Scotson · Smith · Stannard · A. Yates · S. Yates · Zejts
Bauer · Bewley · Bookwalter · Chaves · Colleoni · Durbridge · Edmondson · Grmay · Groves · Hamilton · Hepburn · Howson · Jansen · Juul-Jensen · Kangert · Konysjev · Matthews · Meyer · Mezgec · Nieve · Peák · Schultz · Scotson · Smith · Stannard · Yates · Zejts · Choon (stagiair) · O'Brien (stagiair)
Basso · Battistella · Boaro · Broesenski · Conti · de Bod · de la Cruz · Dombrowski · Fjodorov · Felline · Gazzoli (tot 10/8) · Gïdïç · Groezdev · Henao (tot 31/07) · López · Loetsenko · Martinelli · Moscon · Natarov · A. Nibali · V. Nibali · Nurlykhassym · Pronskïÿ · Raboesjenka · Romo · Scaroni (vanaf 28/07) · Tejada · Velasco · Zacharov · Zejts · Chzhan (stagiair) · Syritsa (stagiair)
Basso · Battistella · Boaro · Bol · Broesenski · Cavendish · Chzhan · de la Cruz · Dombrowski · Fjodorov · Felline · Garofoli · Gïdïç · Groezdev · Laas · Loetsenko · Martinelli · Moscon · Natarov · Nibali · Nurlykhassym · Pronskïÿ · Raboesjenka · Romo · Sánchez · Scaroni · Syritsa · Tejada · Velasco · Zejts